# Joan Ernest II de Saxònia-Weimar
Joan Ernest II de Saxònia-Weimar (en alemany Johann Ernst II von Sachsen-Weimar) va néixer a Weimar (Alemanya) l'11 de setembre de 1627 i va morir a la mateixa ciutat el 15 de maig de 1683. Era un noble alemany, fill del duc de Saxònia-Wiemar Guillem (1598-1662) i d'Elionor Dorotea d'Anhalt-Dessau (1602-1664).
A la mort del seu pare, el 1662, es va fer càrrec del ducat de Saxònia Weimar, excepte del que constituïa el ducat de Saxònia-Eisenach que va quedar-se el seu germà Adolf Guillem. El 1672, Joan Ernest va fer una nou repartiment del ducat amb els seus germans:  Joan Jordi va rebre Eisenach, donat que Adolf Guillem havia mort el 1668, i  Bernat es va fer càrrec del ducat de Saxònia-Jena. Amb tot, es va interessar ben poc en els temes de govern i es dedicà sobretot a la caça.

## Matrimoni i fills
El 14 d'agost de 1656 es va casar a Weimar amb Cristina Elisabet de Schleswig-Holstein-Sonderburg (1638-1679), filla del duc Joan Cristià (1607-1653) i d'Anna d'Oldenburg-Delmenhorst (1605-1688). El matrimoni va tenir cinc fills:
- Anna Dorotea (1657-1704), abadessa de Quedlinburg.
- Guillemina Cristina (1658-1712), casada amb Cristià Guillem de Schwarzburg-Sondershausen (1645-1721).
- Elionor Sofia (1660-1687), casada amb Felip de Saxònia-Mersebourg-Lauchstädt (1657-1690).
- Guillem Ernest (1662-1728), casat amb Carlota Maria de Saxònia-Jena (1669-1703).
- Joan Ernest III (1664-1707), casat amb Sofia Augusta d'Anhalt-Zerbst (1663-1694).